# 鳥取県道172号淀江停車場線
鳥取県道172号淀江停車場線（とっとりけんどう172ごう よどえていしゃじょうせん）は、鳥取県米子市を通る一般県道である。

## 概要
米子市淀江町淀江から国道9号に至る。

### 路線データ
- 起点：鳥取県米子市淀江町淀江（JR西日本山陰本線 淀江駅前）
- 終点：鳥取県米子市淀江町淀江（淀江交差点、国道9号交点）

## 地理

### 通過する自治体
- 鳥取県
  - 米子市

### 交差する道路
| 交差する道路            | 交差する場所 | 交差する場所      |
| ----------------------- | ------------ | ----------------- |
| 鳥取県道329号淀江琴浦線 | 淀江町淀江   |                   |
| 国道9号                 | 淀江町淀江   | 淀江交差点 / 終点 |

### 沿線
- JR西日本山陰本線 淀江駅